# Kommunikationsmodell
Den första kommunikationsmodellen skapades av Claude Shannon och Warren Weaver på 40-talet. Shannon och Weaver försökte att komma underfund med varför kommunikationen mellan de amerikanska militära enheterna ibland inte fungerade på ett tillfredsställande sätt, budskapet gick förlorat eller förvrängdes vilket kunde få allvarliga konsekvenser för till exempel stridande förband. Shannon och Weaver utgick till en början från att det skulle finnas en teknisk förklaring till bristerna i kommunikationen mellan enheterna men kom snabbt fram till att det inte fanns några allvarliga fel på den tekniska utrustningen. Deras arbete pekade i stället ut den mänskliga faktorn som en stor anledning till bristerna i kommunikationsprocessen. Avsaknaden av i förväg överenskomma, gemensamma koder och redundant information gör att det uppstår onödiga svårigheter hos mottagaren vid avkodningen av det sända meddelandet.

## Enkla modellen - förklaring

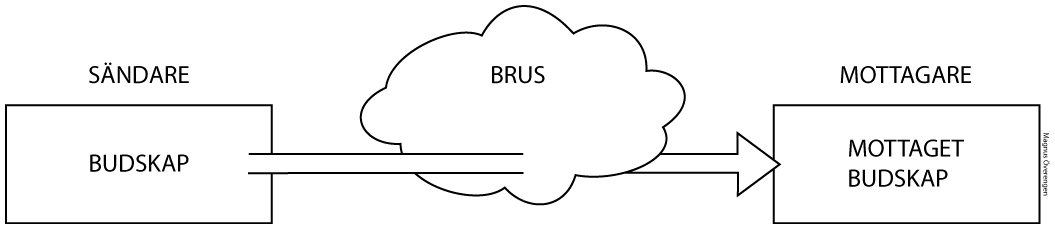
Illustration föreställande en enkel kommunikationsmodell.

Den enkla modellen består av tre grundelement och visar hur information flyttas från sändare A till mottagare B. Första fasen är inkodning, A formulerar sitt budskap så att B kan förstå och mottaga informationen. Därefter väljer sändaren en eller flera kanaler som för fram informationen till mottagaren. Det kan till exempel vara telefon, e-post, bild eller en annons. Det sista elementet handlar om hur meddelandet blir mottaget och tolkat av B, denna fas kallas avkodning. Den enkla modellen visar en process som kallas envägskommunikation. Problemet i en envägskommunikation är avsaknaden av återkoppling. Sändare A vet inte hur mottagare B har mottagit och tolkat budskapet.

## David Berlos utveckling av linjära kommunikationsmodellen
På 1960-talet så utökade David Berlo Shannon och Weavers linjära kommunikationsmodell. Den kom att kallas för “SMCR”-modellen, vilket består av “Sender-Message-Channel-Receiver”, översatt till “Avsändare-Meddelande-Kanal-Mottagare”. Det som “SMCR”-modellen gör är att förklara, och tydligt skilja på, de olika beståndsdelarna i en kommunikationsmodell 
S - Sender (avsändare)
Avsändaren är ursprunget till meddelandet.
M - Message (meddelande)
Det som avsändaren försöker att förmedla till mottagaren.
C - Channel (kanal)
Den kanal som avsändaren väljer för att förmedla sitt meddelande till mottagaren.
R - Receiver (mottagare)
Den som tar emot meddelandet från avsändaren.

## Kommunikationsmodell II

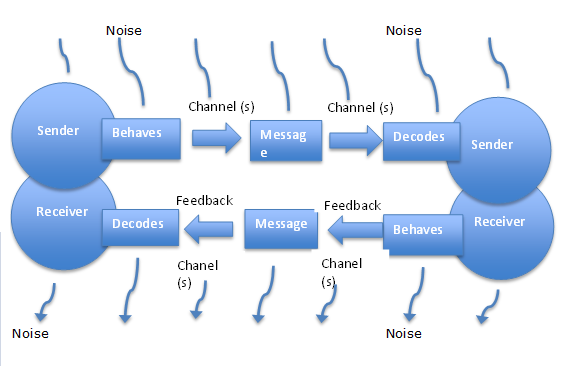
Illustration föreställande kommunikationsmodell II.

Kommunikationsmodell II grundar sig i den enkla modellen. Den har vidareutvecklas genom att uppmärksamma betydelsen av feedback från B till A, hur B har tolkat informationen. Kommunikationsmodell II används som felsökningsmodell. Utöver feedback består utbyggnaden av den enkla modellen av felkällor och eventuella störningsmoment i processen. Problemen som kan uppstå vid sändar-mottagarprocessen kan även uppstå vid återkopplings-slingan, till exempelvis i form sarkasm, undvikande svar från B till A samt tekniska problem. 